# 군사사

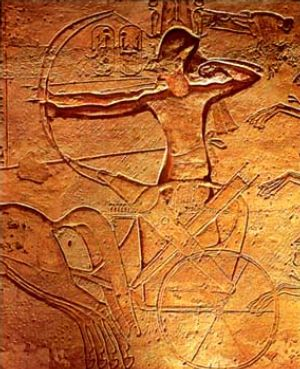

군사사(軍事史, military history)는 군사를 연구하는 역사학 분야이다. 하위 분과로 전쟁사, 무기사 등이 있다. 인류의 역사는 전쟁의 역사와 함께 해 왔다. 역사에 영향을 준 대표적인 전쟁들을 다음에 소개한다.

## 고대
- 로마 이전의 전쟁: 단순한 보병대의 운용에서 충격력을 발휘할 수 있는 전차부대와 기병대의 운용이 추가된다. 또한 대규모의 전투에서 유기적인 병력의 운용이 얼마나 중요한가, 그리고 제대로 군기가 확립된 부대가 얼마나 중요한가가 드러난다. 또한 높은 기동성을 가진 전차부대, 기병대에 대항하여 성을 쌓게 되고 따라서 공성전이라는 전술형태가 등장한다.

- 로마 시대의 전쟁: 유기적인 부대구성과 우수한 축성 및 공병전술로 편성된 로마의 군단(헬라어로 레기온)은 근대시대까지 최강의 보병으로 군림한다. 로마의 군단은 엄격한 군법에 따라 다스려졌다.

## 중세 전기

### 프랑크 왕국
초기 프랑크족은 프란치스카 francisca를 휘두르는 무질서한 보병이었다.
- 투르 전투

샤를마뉴 Charlemagne는 프랑크의 군대를 우수한 중무장기병으로 편성하였다. 기병의 양성에 드는 비용을 보충하기 위해, 왕국을 최대한 봉건제로 편성했다고 볼 수 있다.

### 노르만
- 헤이스팅스 전투

### 몽골 제국
몽골의 군대는 몽골인의 생존을 위해 활발한 정복전쟁을 벌였으며, 실력으로 대우받는, 냉정하지만 합리적인 군 인사정책으로 유능한 군인들을 길러냈다. 또한 몽골의 군대는 정보와 기술의 중요성을 잘 알고 활용하였다. 그 실례로 학문이 뛰어난 야율초재를 참모로 임명하고 여러 지역을 다니며 장사하는 상인들을 정보통으로 이용했다. 정복당한 지역에서는 보복을 막기 위해 성인 남성은 처형하되, 기술자는 살려두었다.(→칭기즈칸을 참조하라)

### 조선전기
임진왜란

## 근대
- 미국 독립 전쟁
- 나폴레옹 전쟁
- 미국-스페인 전쟁
- 보불전쟁
- 보신전쟁
- 줄루전쟁

## 현대
- 러일전쟁
- 제1차 세계 대전
- 스페인 내전
- 제2차 세계 대전
- 한국 전쟁
- 베트남 전쟁
- 중동 전쟁
- 중월 전쟁
- 소련의 아프가니스탄 침공
- 유고슬라비아 내전
- 이란-이라크 전쟁
- 걸프 전쟁
- 이라크 전쟁
- 아프가니스탄 전쟁

(주: 정치적/역사적 사건인 제1차 세계대전, 제2차 세계 대전, 한국전쟁 등과 달리, 이곳에서는 전쟁이라는 관점에 한해서만 서술한다. 따라서 어느 정도 완성될 때까지는 주 스레드에서 분리해서 전쟁 부분만 작성하고자 한다.)

## 같이 보기
- 군사학
- 군사 세계화